# Peter Frenkel
Peter Frenkel (* 13. května 1939 Eckartsberga) je bývalý východoněmecký atlet, chodec, olympijský vítěz v chůzi na 20 kilometrů z roku 1972.

## Sportovní kariéra
Jeho prvním startem na soutěžích světové úrovně byl olympijský závod v chůzi na 20 km na olympiádě v Mexiku v roce 1968, kde skončil desátý. Na evropském šampionátu v Helsinkách v roce 1971 došel do cíle této tratě čtvrtý. Jeho největším sportovním úspěchem bylo vítězství v závodě v chůzi na 20 km na olympiádě v Mnichově v roce 1972, kde porazil svého krajana Hanse Reimanna a obhájce olympijského zlata z Mexika, sovětského závodníka Vladimira Golubničije. Při svém třetím olympijském startu v Montrealu v roce 1976 na 20 km chůze získal bronzovou medaili.
Po ukončení sportovní kariéry se stal sportovním fotografem. V letech 1991 až 1998 byl místopředsedou Sdružení německých olympioniků.